# ファビオラ・ジャノッティ
ファビオラ・ジャノッティ（イタリア語: Fabiola Gianotti、イタリア語発音: [faˈbiːola dʒaˈnɔtti]、1962年10月29日 - ）は、イタリアの実験素粒子物理学者。女性初の欧州原子核研究機構 (CERN) 事務局長（CERN Director-General）。CERN事務局長の任期は2016年1月1日から5年間であったが、2019年の第195会総会でCERN理事会はジャノッティを2期目の事務局長に選任した。2期目の任期は2021年1月1日から2025年までの5年間である。CERNの歴史上、事務局長が完全な2期目に選任されるのは初めてのことである。

## 若齢期と教育
幼い頃からジャノッティは自然と彼女の周りの世界に興味を持っていた。シチリア出身の母親はジャノッティに芸術を勧めた。ピエモンテ出身の地質学者である父親は、ジャノッティの初期の学習への愛情と科学的関心を促した。
ジャノッティはマリ・キュリーの伝記を読んだことで、科学研究への情熱が芽生えた。それ以前は、古典リチェオで音楽と哲学に焦点を当てて人文科学を学んでいた。1989年にミラノ大学から実験素粒子物理学の博士号取得した。

## 経歴

### 学術的、職業的経歴
1996年からCERNで働き、フェローシップから始まってフルタイムの研究物理学者となった。2009年、ATLASコラボレーションのプロジェクトリーダーおよびスポークスパーソンに推された。CERNのWA70実験、UA2実験、そしてALEPH実験でも働き、検出器開発、ソフトウェア開発、そしてデータ解析に携わった。2016年に女性初のCERN事務局長に選任された。2期目も再任され、2025年まで務める予定である。
フランス国立科学研究センターの科学評議会、アメリカ合衆国のフェルミ国立加速器研究所の物理諮問委員会、欧州物理学会の評議会、ドイツ電子シンクロトロン研究所の科学評議会、オランダのNIKHEFの科学諮問委員会、そして国連事務総長の科学諮問委員会などいくつかの国際的な委員会のメンバーである。2018年に王立学会の外国人会員 (ForMemRS)に選ばれている。
ジャノッティはイタリア科学アカデミー（アッカデーミア・デイ・リンチェイ）会員、米国科学アカデミー外国人会員、そしてフランス科学アカデミー外国人会員でもある。2019年にアメリカ哲学協会会員にも選ばれた。
ジャノッティはCERNの大型ハドロン衝突型加速器での業績に関する2013年のドキュメンタリー映画「パーティクル・フィーバー」にも出演した。

### ヒッグス粒子の発見
ジャノッティがATLASのスポークスパーソンを務めていた期間に、ATLAS実験はヒッグス粒子の発見に関与した2つの実験のうちの1つとなった。2012年7月4日、ジャノッティはヒッグス粒子の発見を発表した。この発見までは、ヒッグス粒子は完全に素粒子物理学の標準模型における理論上の存在であった。ジャノッティのATLAS実験に対する深い理解とリーダーシップはこの発見の主要因であると認められた。

### 著書
ジャノッティは、査読付き科学雑誌に掲載された500以上の論文の著者あるいは共著者である。
CERNがヒッグス粒子の観測を発表した"Observation of a New Particle in the Search for the Standard Model Higgs Boson with the ATLAS Detector at the LHC"、 英国物理学会のNew Journal of Physicsに掲載された"Searches for supersymmetry at high-energy colliders: the past, the present and the present and the future" 、そしてAPS Physics Journalに掲載された"Calorimetry for particle physics"などが有名である。

### 労働環境
ジャノッティは、男性優位の分野で成功するために、障壁を乗り越えなければならなかった。ヨーロッパの科学界の男女比は、女性1人につき男性が2人である。ATLASプロジェクトに取り組んだチームに女性はわずか20％しかいなかった。ジャノッティは女性初のCERN事務局長であり、2012年にはCERNの最も大きな2つの実験を率いた。彼女は、性別による差別に直面したことは一度もないと主張している。「私自身が差別されたと感じたことがあるとは言えない。もしかすると差別はあったのかもしれないが、それを実感したことはない。」と述べている。ジャノッティは意欲的な女性科学者が男性優位な分野の障壁を破るための支援をしている。彼女は特に女性が子供をもうけるときにさらなる支援をしたいと考えている。彼女は自身が十分な支援を受けられず、そのために子供をもうけることがなかったと感じており、そのことを今は後悔している。

### 栄典と受賞
ジャノッティはガーディアン紙による2011年の“Top 100 women”、タイム誌による2012年の「パーソナリティ・オブ・ザ・イヤー」の5位、タイム誌による同年の「パーソン・オブ・ザ・イヤー」の次点、フォーブス誌による2013年の「最も影響力のある女性100人」、フォーリン・ポリシー誌による2013年の「世界の思想家」に選ばれている。
ウプサラ大学、スイス連邦工科大学ローザンヌ校、マギル大学、オスロ大学、 エディンバラ大学、ナポリ大学、 シカゴ大学、サヴォワ大学、そしてワイツマン科学研究所 から名誉博士号を得ている。
2013年以降、エディンバラ大学の名誉教授である。
- 2014年12月、ジョルジョ・ナポリターノイタリア大統領によって、イタリア共和国功労勲章を授与された[36]。
- 2013年9月、イタリア物理学会（英語版）によって、エンリコ・フェルミ賞（英語版）が授与された[37]。
- 2013年11月、ニールス・ボーア研究所によって、ニールス・ボーア名誉メダルが授与された[38]。
- 2012年12月、ヒッグス粒子の発見を主導したことに対して、基礎物理学ブレイクスルー賞特別賞が授与された[39]。
- 2012年12月、ミラノの自治体によって、ゴールド・メダル（ミラノの守護聖人であるアンブロジウスにちなんで名付けられた"Ambrogino d'oro"として知られる）が授与された[40]。
- 2017年、ヴィルヘルム・エクスナー・メダルが授与された。
- 2018年、BBCによる100人の女性のひとりに選ばれた[41]。
- 2020年2月、ブルーノ・ポンテコルボ賞（2019年）が授与された[42]。
- 2020年9月、フランシスコ (ローマ教皇)によって、ローマ教皇庁科学アカデミーの通常会員に任命された[43]。

## 人物
ジャノッティはバレリーナの経験があり、ピアノを演奏する。結婚したことはない。ニューヨーク・タイムズによれば、オランダの物理学者Rende Steerenbergは、ジャノッティについて「物理学に人生を捧げる決意をした。確かに、犠牲は払った。」と述べている。
2010年のインタビューで、ジャノッティは科学と信仰に矛盾は見られず、それらは「2つの異なる領域」に属していると述べた。ラ・レプッブリカによるインタビューでは、「科学と信仰は別の分野ではあるが、相反するものではない。物理学者が信仰を持っていることもあるし、そうでないこともある。」と述べた。
2020年9月現在、イタリアのアスペン研究所の一員である。